# Myotis lavali
Myotis lavali é uma espécie de morcego da família Vespertilionidae. Endêmico do Brasil, onde pode ser encontrada no bioma da Caatinga na região nordeste.